# Dialysis rufithorax
Dialysis rufithorax är en tvåvingeart som först beskrevs av Thomas Say 1823.  Dialysis rufithorax ingår i släktet Dialysis och familjen vedflugor. Inga underarter finns listade i Catalogue of Life.